# Пак Чонхван
Пак Чонхван (кор. 박정환?, 朴廷桓?, род. 11 января 1993 года) — корейский го-профессионал 9 дана, победитель в командной и парной дисциплинах по го на летних Азиатских играх 2010.

## Биография
Пак Чонхван получил разряд первого профессионального дана по го в 2006 году в возрасте 13 лет. Высший разряд — 9 профессиональный дан был присвоен ему благодаря его победам в командных и парных соревнованиях на летних Азиатских играх 2010. Учителем Пака является Квон Кабён, вырастивший таких сильнейших корейских го-профессиналов как Ли Седоль, Чхве Чхоль Хан и Кан Дон Юн.

## Титулы
| Титул                | Победитель     | Финалист |
| -------------------- | -------------- | -------- |
| Кубок Siptan         | 2 (2008, 2009) |          |
| Чхонвон              | 1 (2009)       |          |
| Кубок KBS            | 3 (2010—2012)  |          |
| Кубок GS Caltex      | 1 (2011)       |          |
| Кубок Maxim          | 1 (2012        |          |
| Тэнгэн (Китай-Корея) | 1 (2010)       |          |
| Кубок Фудзицу        | 1 (2011)       |          |
| Кубок Maxim          | 1 (2012)       |          |
| Кубок Инга           |                | 1 (2012) |